# 宇田川銀之助
宇田川 銀之助（うだがわ ぎんのすけ、旧姓・福室、1863年6月29日〈文久3年5月14日〉 - 没年不明）は、日本の政治家、資産家、商人（酒醬油商）、会社役員。東京市神田区会議員。共立土地建物取締役。族籍は東京府平民。

## 経歴
東京府豊多摩郡上落合村出身。福室藤左衛門の三男。浅草平右衛門町の酒家の宇田川に養子となり、1896年に家督を相続する。
酒醬油商を営む。養父・金蔵は老衰していて家業は甚だ振るわなかったので、身を挺して難局に当たった。

## 人物
信仰に厚く、平常弘法大師に帰依し、諸国の霊場を巡拝した。住所は東京神田同朋町。

## 家族・親族
宇田川家
- 養父・金蔵[3]
- 妻（養父・金蔵の長女）[3]
- 養子[2]
- 長女[2]
- 三女[2]
- 四女・とし（1902年 - ?、東京、福室鏻太郎の弟金作の妻）[3]
- 六女[2]
- 三男[3]
- 四男[2]
- 五男[2]
- 孫[3]

親戚
- 福室鏻太郎[3]（共立土地建物監査役）